# Shin'ichirō Ikebe
Shin'ichirō Ikebe (池辺 晋一郎, Ikebe Shin'ichirō), né le 15 septembre 1943 à Mito (préfecture d'Ibaraki), est un compositeur japonais. Il a étudié la composition avec Tomojirō Ikenouchi, Akio Yashiro et Akira Miyoshi, et est diplômé de l'Université Nationale des Beaux-Arts et de Musique de Tokyo en 1971.
Très prolifique, il a composé des œuvres pour orchestre, des symphonies, des opéras et pour des pièces de théâtre, pour lesquels il a remporté de nombreux prix. Il a aussi composé pour la télévision et la radio, ainsi que de nombreuses et souvent remarquées musiques de films, par exemple pour Shōhei Imamura (Eijanaika, La Ballade de Narayama, l'Anguille) et Akira Kurosawa (Madadayo, Rêves, Rhapsodie en août, et surtout Kagemusha).
Membre de la Fédération japonaise des compositeurs et professeur à l'École de Musique de Tōkyō, il a publié un certain nombre d'essais.

## Œuvres principales
- 1963 : Sonatine pour piano
- 1965 : Sonate pour violon seul
- 1966 : Trio pour hautbois, clarinette et basson
- 1967 : Concerto I pour piano et orchestre
- 1967 : Symphonie I
- 1969 : Petite symphonie
- 1970 : Energeia pour 60 exécutants
- 1970 : Un-en pour 2 koto, jushichigen et les cordes
- 1970 : Sohmon I & II pour chœur mixte
- 1971 : The Death Goddess (Opéra)
- 1971 : Trivalence I pour flûte, violon et piano
- 1972 : Monovalance I :  pour marimba
- 1973 : Monovalance II pour harpe
- 1973 : Trivalence II pour clarinette, violoncelle et clavecin
- 1975 : Monovalence V pour contrebasse
- 1977 : Kohru pour koto
- 1979 : Symphonie II "Trias"
- 1981 : Concerto pour violon et orchestre
- 1980-1983 : 3 Concertinos pour violon et piano
- 1984 : Egō Phāno - Symphonie III
- 1984 : The Folksongs of Orient I pour chœur mixte
- 1986 : Mandolin Mandoriale pour orchestre de mandolines
- 1987 : "Tu m'..." - Concerto II pour piano et orchestre
- 1988 : Ricercata pour orgue
- 1988 : Strata I pour quatuor à cordes
- 1988 : Strata II pour flûte seul
- 1989 : La terre est bleue comme une orange pour piano
- 1990 : Symphonie IV
- 1990 : Symphonie V "Simplex"
- 1991 : Quinquevalance pour quatuor à cordes et piano
- 1992 : The Folksongs of Orient II pour chœur mixte
- 1993 : Symphonie VI "On the Individual Coordinates"
- 1993 : Chansonnier cordiforme pour piano
- 1994 : Strata IV pour hautbois et contrebasse
- 1994 : Tu sens la terre et la rivière pour flûte, guitare, alto et violoncelle
- 1995 : Strata V pour quatuor à cordes
- 1995 : On a Treetop pour 20-gen
- 1996 : Dugong's Lullaby (Opéra)
- 1996 : Quatrevalence pour violon, alto, violoncelle et piano
- 1997 : Webern pour chœur de femmes et 2 flûtes à bec
- 1998 : Les bois tristes pour orchestre
- 1999 : Concerto pour basson et orchestre "The License of Blaze"
- 1999 : Symphonie VII "To The Sympathy for a Drip"
- 1999 : Au fond d'un soir pour flûte, guitare et batteries
- 2000 : The Folksongs of Orient III pour chœur mixte
- 2003 : Concerto pour flûte et orchestre "Sitting on the Sand, Face to Face"
- 2004 : Gloria pour chœur d'hommes
- 2005 : Sohmon III pour chœur mixte
- 2005 : The Folksongs of Orient IV pour chœur d'hommes
- 2006 : Mandolin Mandoriale 2 "Viva! Canzone!" pour orchestre de mandolines
- 2009 : Ouju Gaga pour gagaku

## Musiques de films
- 1978 : Conan, le fils du futur (TV)
- 1979 : La vengeance est à moi (復讐するは我にあり, Fukushū suru wa ware ni ari?) de Shōhei Imamura
- 1980 : Kagemusha, l'Ombre du guerrier (影武者, Kagemusha?) d'Akira Kurosawa
- 1981 : Eijanaika (ええじゃないか?) de Shōhei Imamura
- 1983 : La Ballade de Narayama (楢山節考, Narayama bushikō?) de Shōhei Imamura
- 1985 : Sombre crépuscule (花いちもんめ, Hana ichimonme?) de Shun’ya Itō
- 1990 : Rêves (夢, Yume?) d'Akira Kurosawa
- 1990 : Childhood Days (少年時代, Shōnen jidai?) de Masahiro Shinoda
- 1991 : Rhapsodie en août (八月の狂詩曲, Hachi-gatsu no kyōshikyoku?) d'Akira Kurosawa
- 1993 : Madadayo (まあだだよ, Mādadayo?) d'Akira Kurosawa
- 1997 : Setōchi mūnraito serenāde (瀬戸内ムーンライト・セレナーデ?) de Masahiro Shinoda
- 1997 : L'Anguille (うなぎ, Unagi?) de Shōhei Imamura
- 2000 : La Chorale des garçons (独立少年合唱団, Dokuritsu shōnen gasshō-dan?) d'Akira Ogata
- 2001 : De l'eau tiède sous un pont rouge (赤い橋の下のぬるい水, Akai hashi no shita no nurui mizu?) de Shōhei Imamura
- 2003 : Spy Sorge (スパイ・ゾルゲ, Supai Zorge?) de Masahiro Shinoda
- 2005 : La Laitière (いつか読書する日, Itsuka dokusho suruhi?) d'Akira Ogata

## Distinctions
- 1994 : nommé pour le prix de la meilleure musique pour Madadayo aux Japan Academy Prize[1]
- 2004 : nommé pour le prix de la meilleure musique pour Spy Sorge aux Japan Academy Prize[2]